# Aphelinus
Aphelinus är ett släkte av steklar som beskrevs av Johan Wilhelm Dalman 1820. Aphelinus ingår i familjen växtlussteklar.

## Dottertaxa tillAphelinus, i alfabetisk ordning[1][2]
- Aphelinus abdominalis
- Aphelinus albipodus
- Aphelinus annulipes
- Aphelinus argiope
- Aphelinus asychis
- Aphelinus atriplicis
- Aphelinus aureus
- Aphelinus automatus
- Aphelinus campestris
- Aphelinus ceratovacunae
- Aphelinus certus
- Aphelinus chaonia
- Aphelinus circumscriptus
- Aphelinus confusus
- Aphelinus curvifasciatus
- Aphelinus daqingensis
- Aphelinus daucicola
- Aphelinus demyaati
- Aphelinus desantisi
- Aphelinus dies
- Aphelinus engaeus
- Aphelinus ficusae
- Aphelinus flaviventris
- Aphelinus flavus
- Aphelinus fulvus
- Aphelinus gossypii
- Aphelinus hongkongensis
- Aphelinus hordei
- Aphelinus howardii
- Aphelinus huberi
- Aphelinus humilis
- Aphelinus hyalopteraphidis
- Aphelinus japonicus
- Aphelinus jucundus
- Aphelinus kurdjumovi
- Aphelinus lankaensis
- Aphelinus lapisligni
- Aphelinus literatus
- Aphelinus lucidus
- Aphelinus maculatus
- Aphelinus maidis
- Aphelinus mali
- Aphelinus mariscusae
- Aphelinus marlatti
- Aphelinus meridionalis
- Aphelinus nepalensis
- Aphelinus niger
- Aphelinus notatus
- Aphelinus nox
- Aphelinus paoliellae
- Aphelinus paramali
- Aphelinus pax
- Aphelinus perpallidus
- Aphelinus prociphili
- Aphelinus rhopalosiphiphagus
- Aphelinus sanborniae
- Aphelinus semiflavus
- Aphelinus siphonophorae
- Aphelinus spiraecolae
- Aphelinus subauriceps
- Aphelinus subflavescens
- Aphelinus takecallis
- Aphelinus taurus
- Aphelinus thomsoni
- Aphelinus tiliaphidis
- Aphelinus toxopteraphidis
- Aphelinus uncinctiventris
- Aphelinus varipes
- Aphelinus wenshanus